# Serrat de Cal Poca
El Serrat de Cal Poca és una serra situada al municipi de Lladurs (Solsonès), amb una elevació màxima de 1.036 metres.